# Spinpolarisierte Rastertunnelmikroskopie
Die spinpolarisierte Rastertunnelmikroskopie (englisch spin-polarized scanning tunneling microscopy, SP-STM) ist eine Abwandlung der Rastertunnelmikroskopie. Sie ermöglicht die Beobachtung und Untersuchung des Magnetismus auf atomarer Ebene.

## Messprinzip
Im einfachsten Fall wird die zu untersuchende Probe mit einer Tunnelspitze im Abstand von weniger als einem Nanometer abgerastert, wobei die Tunnelspitze mit einer dünnen Schicht eines magnetischen Materials überzogen ist. Eine elektrische Spannung zwischen Probe und Spitze erzeugt einen Tunnelstrom. Ohne Magnetisierungseffekt ist dieser Strom stark abhängig von den elektronischen Eigenschaften der Probe. Wird die Tunnelspitze magnetisiert, können Elektronen mit der zur Magnetisierung der Spitze passenden Ausrichtung des Spins mit höherer Wahrscheinlichkeit tunneln (magnetischer Tunnelwiderstand) als die Elektronen mit umgekehrter Spinausrichtung. Der Bereich zwischen Spitze und Probe wirkt dabei quasi wie ein Spin-Ventil, also ein Analysator für die Polarisation der Elektronen. Entsprechend sensitiv reagiert der Tunnelstrom auf Änderungen der magnetischen Eigenschaften der Probe.

## Anwendung
Durch die spinpolarisierte Rastertunnelmikroskopie können detaillierte Informationen über die magnetischen Eigenschaften der Probenoberfläche und deren Korrelation zur Morphologie der Probenoberfläche gewonnen werden. Die spinpolarisierte Rastertunnelmikroskopie ermöglicht die präzise Analyse magnetischer dynamischer und statischer Prozesse des Magnetismus, so zum Beispiel die Eigenschaften magnetischer Domänen auf atomarer Ebene in ferromagnetischen und antiferromagnetischen Systemen oder den Einfluss von Temperatur und Tunnelstrom auf magnetische Nanopartikel.